# Justi
Justi je žensko osebno ime.

## Izvor imena
Ime Justi je različica ženskega imena Justina.

## Pogostost imena
Po podatkih Statističnega urada Republike Slovenije je bilo na dan 31. decembra 2007 v Sloveniji število ženskih oseb z imenom Justi: 45.

## Osebni praznik
Justi lahko goduje takrat kot osebe z imenom Justina.